# Francesca Sanvitale
Francesca Sanvitale (Milán, 17 de mayo de 1928 – Roma, 9 de febrero de 2011) fue una escritora y periodista italiana ganadora del Premio Dessì, del Premio Chiara, del Premio Viareggio y de la Orden al Mérito de la República Italiana.

## Biografía
Su familia provenía de Emilia-Romaña y pasó gran parte de su vida en Florencia, donde se licenció en literatura moderna.
Colaboró con publicaciones como Il Messaggero, l'Unità, l'Espresso, Nuovi Argomenti y Micromega.

## Obra
- Il cuore borghese, 1972
- Madre e figlia, 1980
- L'uomo del parco: romanzo, 1984
- La realtà è un dono: racconti, 1987
- Mettendo a fuoco : pagine di letteratura e realtà, 1988
- Verso Paola, 1991
- Il figlio dell'Impero, 1993
- Tre favole dell'ansia e dell'ombra, 1994
- Separazioni, 1997
- Camera ottica: pagine di letteratura e realtà, 1999
- L'ultima casa prima del bosco, 2003
- L'inizio è in autunno, 2008